# Фоменко, Ефим Иванович
Ефим Иванович Фоменко (1901 — 1983) — советский хозяйственный, государственный и политический деятель, Герой Социалистического Труда.

## Биография
Родился в 1901 году в селе Любимовка. Член КПСС.
С 1919 года — на хозяйственной, общественной и политической работе. 
В 1919—1967 гг. — рабочий на железной дороге, красноармеец, хозяйственный и советский работник, директор Жлобинского лесокомбината, свиноводческого совхоза, заведующим промышленным отделом Гомельского райисполкома, участник Великой Отечественной войны, политрук роты партизанского отряда «Большевик» в Гомельской области, директор совхоза «Нача» Ляховичского района Барановичской области, директор совхоза «Кореличи» Кореличского района Гродненской области Белорусской ССР.
Указом Президиума Верховного Совета СССР от 23 июня 1966 года присвоено звание Героя Социалистического Труда с вручением ордена Ленина и золотой медали «Серп и Молот».